# Мариенмюнстер
Мариенмюнстер (нем. Marienmünster) — город в Восточной Вестфалии (Северный Рейн-Вестфалия, Германия), основанный в 1970 году в ходе муниципальной реформы. Он относится к району Хёкстер. Название города происходит от бывшего бенедиктинского монастыря Мариенмюнстер, построенного в XII веке. Современный город Мариенмюнстер, площадь которого составляет около 64 км², имеет население около 5000 человек. Муниципальные органы власти и другие центральные государственные учреждения, такие как школы, находятся в городском районе Фёрден (Vörden), который, хотя и меньше соседнего Бреденборна (Bredenborn), имеет преимущество более центрального расположения.

## География

### Географическое положение
Мариенмюнстер расположен на северо-востоке земли Северный Рейн-Вестфалия в природном парке Тевтобургский лес/Горы Эгге. Город расположен в административном районе Хёкстер, самом восточном районе земли, на Везерской возвышенности.
Важными водными артериями на городской территории являются реки Низе и Брухт.
Рельеф городской территории характеризуется значительным расчленением, с чередованием небольших холмов и долин. Самая высокая точка находится к юго-востоку от Бремерберга (Bremerberg) примерно на высоте 340 м над уровнем моря, а самая низкая точка находится в месте выхода реки Низе из городской территории примерно на высоте 162 м над уровнем моря.
Город подразделяется на 13 городских районов и является самым маленьким по площади городом в Северном Рейне — Вестфалии.